# 阪和いずみ病院
阪和いずみ病院（はんわいずみびょういん）は、医療法人聖和錦秀会が大阪府和泉市あゆみ野に設置する精神科病院である。

## 概要
精神科一般病棟、認知症病棟、介護療養型病棟、アルコール依存症専門病棟を擁し、588床の精神科病床を備える大規模精神科病院である。
精神疾患に罹患している患者の内科診療、人工透析も行っている。

## 診療科
- 精神科[2]
- 内科[2]
- 心療内科[2]
- リハビリテーション科[2]
- 人工透析内科[2]

## 医療機関の認定
- 保険医療機関[2]
- 生活保護法指定病院(中国残留邦人等の円滑な帰国の促進並びに永住帰国した中国残留邦人等及び特定配偶者の自立の支援に関する法律(平成6年法律第30号)に基づく指定医療機関を含む。)[2]
- 精神保健指定医の配置されている医療機関[2]
- 指定自立支援医療機関（精神通院医療）[2]
- 精神保健及び精神障害者福祉に関する法律(昭和25年法律第123号)に基づく指定病院又は応急入院指定病院[2]
- 医療保護施設(中国残留邦人等の円滑な帰国の促進並びに永住帰国した中国残留邦人等及び特定配偶者の自立の支援に関する法律に基づく医療保護施設を含む。)[2]

## 交通アクセス
- 泉北線「和泉中央駅」から南海バス0号系統または3号系統に乗車、「あゆみ野二丁目中」停留所下車徒歩約3分、または「グリーンポリス前」停留所下車徒歩約10分[3]。
- 南海本線「泉大津駅」、JR阪和線「和泉府中駅」、泉北高速「和泉中央駅」から病院送迎バスを運行している[3]。

## 系列病院
- 錦秀会グループ
- 阪和病院（医療法人錦秀会）
- 阪和住吉総合病院（医療法人錦秀会）
- 阪和第二病院（医療法人錦秀会）
- 阪和記念病院（医療法人錦秀会）
- 阪和第二住吉病院（医療法人錦秀会）
- 阪和第一泉北病院（医療法人錦秀会）
- 阪和第二泉北病院（医療法人錦秀会）
- 神出病院（医療法人聖和錦秀会）
- 阪本病院（医療法人聖和錦秀会）